# 興寧市
興寧市（こうねいし）は中華人民共和国広東省梅州市に位置する県級市。

## 歴史
331年（咸和6年）、東晋により興寧県が設置された。1994年6月8日に県級市に昇格し現在に至る。

## 行政区画
下部に3街道、17鎮を管轄する
- 街道
  - 興田街道、福興街道、寧新街道
- 鎮
  - 永和鎮、新圩鎮、羅浮鎮、羅崗鎮、黄槐鎮、竜田鎮、石馬鎮、寧中鎮、径南鎮、坭陂鎮、水口鎮、黄陂鎮、合水鎮、大坪鎮、葉塘鎮、新陂鎮、刁坊鎮

## 交通

### 鉄道
- 中国国家鉄路集団
  - 竜竜高速鉄道（中国語版）
    - 興寧南駅

  - 漳竜線（中国語版）
    - 興寧駅

### 道路
- 高速道路
  -  長深高速道路
  -  済広高速道路
  -  汕昆高速道路
  -  梅汕高速道路（中国語版）
- 国道
  - G205国道（中国語版）